# Heinrich Lücking
Heinrich Lücking (* 22. April 1884 in Neuenbeken; † 3. Oktober 1968 in Paderborn) war ein deutscher sozialdemokratischer Politiker.

## Leben und Wirken
Lücking war von Beruf Vorschlosser und arbeitete von 1930 bis 1945 bei der Reichsbahn. In den 1920er- und Anfang der 1930er-Jahre übernahm er Funktionen im Einheitsverband der Eisenbahner Deutschlands. Von 1922 bis Anfang Mai 1933 vertrat Lücking die SPD in der Paderborner Stadtverordnetenversammlung.
Zu Beginn der nationalsozialistischen Herrschaft war Lücking verschiedenen Repressalien ausgesetzt. Am 2. Mai 1933 wurde er im Zusammenhang mit der Zerschlagung der Gewerkschaften und auf Grundlage eines Mehrheitsbeschlusses des Paderborner Stadtparlaments zur Niederlegung seines Mandates gezwungen. Anschließend nahm ihn die Polizei für mehrere Wochen in „Schutzhaft“. Nach der Entlassung stand er unter Polizeiaufsicht und war in den folgenden Jahren von mehreren Hausdurchsuchungen betroffen. Im August 1944 wurde Lücking erneut im Zusammenhang mit der Aktion Gewitter von der Gestapo für mehrere Wochen inhaftiert. Anschließend stand er bis zum Kriegsende erneut unter Aufsicht der NS-Verfolger.
Nach dem Zweiten Weltkrieg beteiligte sich Lücking aktiv am Wiederaufbau in Paderborn. Bereits im Juli 1945 wurde er in den Bürgerausschuss der Stadt berufen. Er wurde wieder Mitglied der SPD, war Mitglied von deren Bezirksvorstand Ostwestfalen-Lippe und über Jahre hinweg Vorsitzender des Paderborner Ortsverbandes der Partei. Von September 1946 bis September 1964 war Lücking Mitglied der Stadtverordnetenversammlung von Paderborn. Zudem war er auch Mitbegründer der Arbeiterwohlfahrt in Paderborn. Außerdem übernahm Lücking mehrere Funktionen in der Gewerkschaft der Eisenbahner Deutschlands. 
Im Jahr 1946 erhielt Lücking ein Mandat im ernannten Provinzialrat von Westfalen. Außerdem war er von Oktober 1946 bis April 1947 Mitglied des ernannten Landtages von Nordrhein-Westfalen. Von 1953 bis 1961 war Lücking Mitglied der Landschaftsversammlung Westfalen-Lippe.
In Paderborn ist eine Straße nach Lücking benannt.